# 普雷舍沃

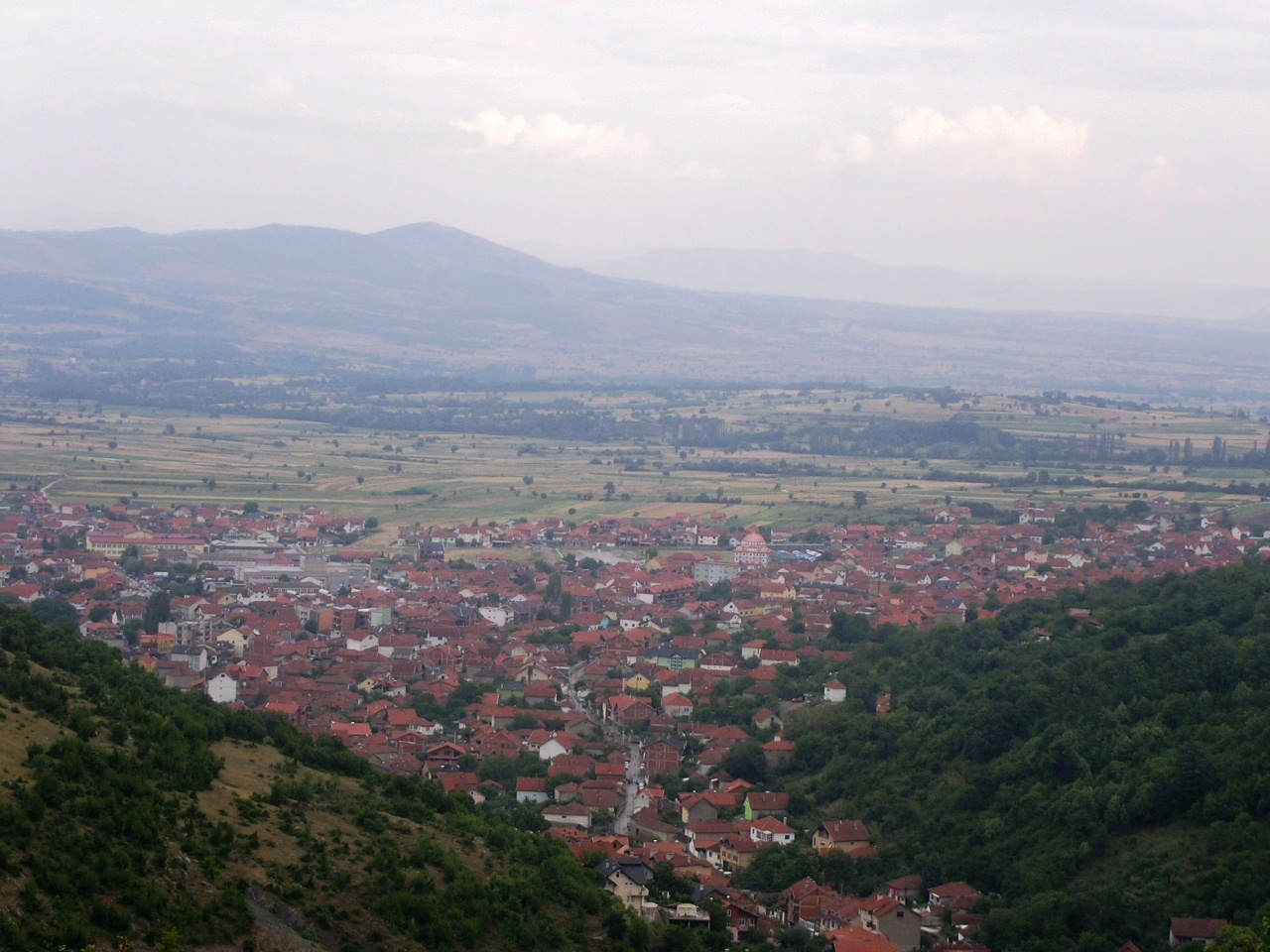

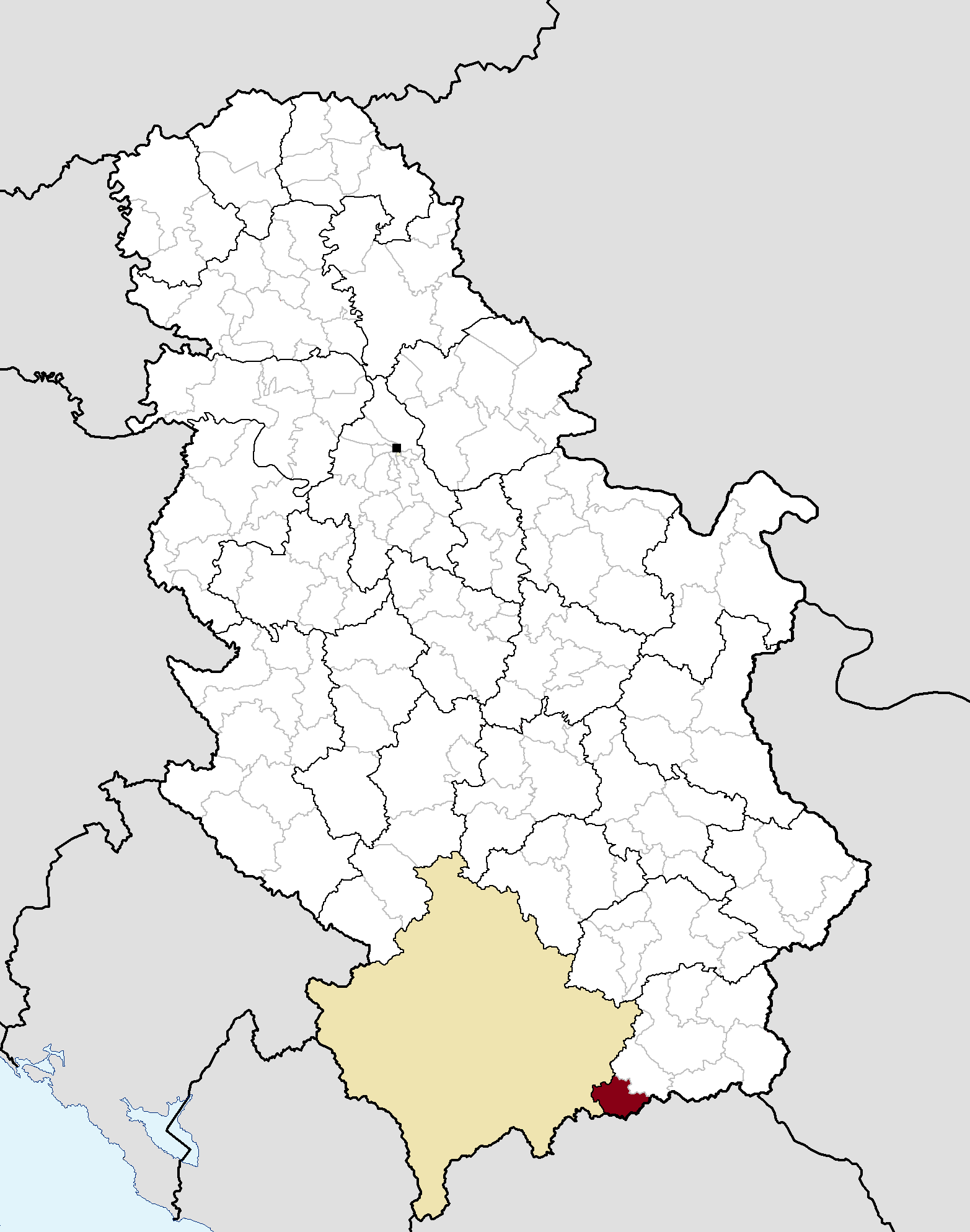

普雷舍沃是塞爾維亞的城鎮，由普奇尼亞州負責管轄，位於該國南部，毗鄰與北馬其頓接壤的邊境，面積264平方公里，海拔高度463米，2002年人口13,426，其中九成居民是阿爾巴尼亞人。
塞尔维亚和科索沃有基于民族界限的领土交换计划，将北科索沃与普雷舍沃交换，美国和一些欧盟国家支持该计划。
1. ↑  . 聯合線上.   [2020-08-06]. （原始内容存档于2019-01-12）.